# 雷根斯堡号小巡洋舰
雷根斯堡号是德意志帝国海军于1910年代建造的两艘格劳登茨级小巡洋舰的末舰，以巴伐利亚城市雷根斯堡命名。其唯一的姊妹舰为格劳登茨号。舰只于1912年在不来梅的威悉船厂开始架设龙骨，并于1914年4月下水，至1915年1月投入公海舰队使用。雷根斯堡号的主舰炮为十二门105毫米45倍径速射炮，最高速度达27.5节。
雷根斯堡号在第一次世界大战期间曾服役于公海舰队的侦察部队。它于1916年5月31日至6月1日爆发的日德兰海战中经历了激烈的战斗，并在那里担任鱼雷艇区舰队的向导舰，负责为第一侦察集群的战列巡洋舰提供屏护。战争结束后，它于1920年被割让予法国，并更名为斯特拉斯堡号（法語：Strasbourg）。1928年，舰只参加了搜寻意大利号飞艇的北极救援行动。自1936年退役后，它一直在洛里昂被用作宿营船，直至1944年被德国人占领并凿沉于港湾，以保护那里的U型潜艇修藏坞。

## 设计

雷根斯堡号构造图

雷根斯堡号是为替代老旧的小巡洋舰伊伦娜号而以“伊伦娜替舰（Ersatz Irene）”为代号进行订购，并于1912年在不来梅的威悉船厂开始架设龙骨。它于1914年4月25日下水，之后展开舾装工作。在下水仪式上，由雷根斯堡时任市长霍夫拉特·约瑟夫·布莱尔（Hofrat Josef Bleyer）主持为舰只命名。至1915年1月3日，雷根斯堡号正式投入公海舰队使用。
雷根斯堡号的全长为142.7（468英尺2英寸），有13.8（45英尺3英寸）的舷宽和5.75（18英尺10英寸）的前吃水。在满载情况下，舰只的排水量可达6,382公噸（6,281長噸）。其推进系统由两套船用蒸汽轮机组成，以驱动两副直径为3.5（11英尺6英寸）的三叶螺旋桨。舰只设计可输出26,000匹軸馬力（19,000千瓦特）的额定功率。它们由十台燃煤船用式水管锅炉和两台燃油双头水管锅炉提供动力，这使得舰只的最高速度可达27.5節（50.9每小時）。雷根斯堡号能够携带1,280公噸（1,260長噸）煤和额外375公噸（369長噸）燃油，允许其以12節（22每小時）的速度续航5,500海里（10,200）。舰只的标准船员编制则为21名军官及364名水兵。
雷根斯堡号的主舰炮由十二门单座安装的105毫米45倍径速射炮组成。其中两门并排布置在艏艛前方，八门设于舰舯、每边各四门，以及两门以背负式成对布置在舰艉。炮管的仰角可提升至30°，使其可以瞄准最高达12,700（13,900碼）开外的目标。这些火炮后来被七门150毫米45倍径速射炮和两门88毫米45倍径速射炮所替代。舰只还标配搭载有两具500（19.7英寸）鱼雷管和五枚鱼雷，均浸没舷侧的船体内。而在武器进行升级时，则加装了四具甲板鱼雷发射器，并移除了浸没式鱼雷管。它同样具备携带120枚水雷的能力。在装甲方面，雷根斯堡号受到60（2.4英寸）厚的水线装甲带保护；司令塔的侧面有100（3.9英寸）厚，而甲板的厚度则为60毫米。

## 服役历史
雷根斯堡号于1915年3月10日完成海上试航，然后被分配至第二侦察集群。十一天后，它炮击了俄罗斯设于帕兰加和帕彭塞的阵地；行动一直持续至24日。海军上校汉斯·曾克尔曾建议应将雷根斯堡号和装备了150毫米炮的客轮波罗尼亚海角号派往大西洋，以取代战争初期被摧毁的通商袭击巡洋舰（Handelsstörkreuzer）。但时任公海舰队总司令的海军上将腓特烈·馮·英格諾爾却认为，这些舰只最终也会被击沉，而在通商袭击中取得的任何成就都无法弥补现代化小巡洋舰或大型客轮的损失。因此，相关的建议被驳回。5月17－18日，雷根斯堡号参加了在多格滩地区进行的一项布雷行动。8月25日，它再度前往波罗的海炮击俄国阵地，这次的目标是希乌马岛，其中包括设于安德烈亚斯堡的灯塔和里斯特纳海岬的信号台。舰只于9月重返北海，在斯卡格拉克海峡和卡特加特海峡参加破坏航运的扫荡。1916年初，它继续支持在北海进行的布雷行动和侦察扫荡。至4月23－24日，雷根斯堡号还参加了对雅茅斯及洛斯托夫特的炮击行动，这是由海军少将弗朗茨·冯·希佩尔麾下的第一侦察集群的战列巡洋舰所主导。

### 日德兰海战

英国（蓝）及德国（红）舰队在日德兰海战中的调遣图

1916年5月，公海舰队新任总司令、海军上将赖因哈德·舍尔计划将一部分英国舰队引出基地，进而由整个公海舰队将其摧毁。在计划的行动中，雷根斯堡号将被委派为鱼雷艇区舰队的向导舰，受海军准将保罗·海因里希指挥，主要负责为第一侦察集群的战列巡洋舰提供屏护。该分舰队于5月31日凌晨02:00离开亚德湾锚区，驶向斯卡格拉克海域。舰队主体则于一个半小时后跟进。在大约15:30，第一侦察集群的巡洋舰屏护部队与英国第1战列巡洋分舰队相遇；雷根斯堡号原本处于德国阵型的下风舷侧，此时则加速驶向战列线之首。当它移动阵位时，敌对的战列巡洋舰率先开火；雷根斯堡号距离德国的战列巡洋舰大约2,200碼（2,000），却仍然位于下风舷侧。其船员注意到，英国人的炮弹准确的落在了他们的目标上，这使得雷根斯堡号比对方所瞄准的战列巡洋舰更加危险。至17:10，雷根斯堡号已抵达战列线之首，英国战列巡洋舰虎号将其误认为是战列巡洋舰，遂向它发射了几枚炮弹。
随着双方的战列巡洋分舰队相互接近，雷根斯堡号命令鱼雷艇对英国编队发动全面攻击。英国人也同样命令其驱逐舰发动攻击，这导致了两支对立轻型部队在轻巡洋舰和战列巡洋舰的副炮支援下，爆发了一场艰苦卓绝的战斗。19:00过后不久，雷根斯堡号又率领几艘鱼雷艇向轻巡洋舰坎特伯雷号和四艘驱逐舰展开攻击。它击残了驱逐舰鲨号，然后将炮火瞄准坎特伯雷号，后者遂转身驶入雾霭中。至20:15，英国的德国的主舰队均已交战，同时舍尔开始寻求撤退；为此，他命令第一侦察集群攻击英国阵线，而舰队余部则转向离开。此举反过来又得到了密集的鱼雷艇攻击的掩护，迫使英国人也转向离开。雷根斯堡号及其率领的鱼雷艇奉命加入进攻，但第一侦察集群已从其部队面前通过，它意识到英国人已经离去，并超出了鱼雷的射程范围。
在成功脱离后，舍尔命令雷根斯堡号组织三支鱼雷艇区舰队在夜间对英国舰队进行攻击。在21:10，海因里希将第二区舰队和第十二半区舰队从德国阵线的后方分遣出来，以攻击英国编队。在夜晚，公海舰队成功突破了英国舰队，并于6月1日凌晨04:00抵达喇叭礁。至09:45，雷根斯堡号再与三艘鱼雷艇掉头，与载有已自沉战列巡洋舰吕措号船员的鱼雷艇会合。在战斗的过程中，雷根斯堡号共射出372枚105毫米炮弹，并且完全没有受损。

### 后续行动
1917年，雷根斯堡号与施特拉尔松德号及皮劳号一同被编入第四侦察集群。第四侦察集群于10月下旬驶往皮劳，至30日抵达。它们的任务是跟随第一战列分舰队的战列舰，接替刚刚完成阿尔比恩行动、并占领了里加湾岛屿的重型部队。然而，由于在当地最近一次风暴中位移的水雷存在爆炸风险，促使国家海军部取消了这次任务，雷根斯堡号与第四侦察集群余部遂受命于10月31日返回北海。
至1918年10月，雷根斯堡号成为第四侦察集群司令、海军准将约翰内斯·冯·卡普夫的旗舰。该部队将参加公海舰队的最终高潮攻击。当时，已出任海军总参谋长的舍尔和公海舰队时任总司令希佩尔，计划不惜以舰队一切代价尽可能重创英国皇家海军，以确保德国获得更好的谈判地位。10月27日上午，即行动计划开始前几天，卡普夫命令雷根斯堡号的船员加满燃煤及燃油。有一个部门的水兵拒绝工作；还有另一班轮机舱人员换上陆面制服，同样拒绝工作。雷根斯堡号的舰务官拘捕了罢工的头目，之后船员回到工作岗位。1918年10月29日上午，将于次日从威廉港启航的命令正式下达。然而从10月29日夜晚开始，图林根号战列舰及随后几艘战列舰的水兵发生叛变。动荡最终迫使舍尔和希佩尔取消了行动。
随着叛乱蔓延，雷根斯堡号被发往斯维内明德，并于11月7日抵达。当晚，有关共产主义革命者驾驶鱼雷艇攻击雷根斯堡号的虚假报道传到了卡普夫。他下令搁置舰只；舰上的机密材料被销毁，并灌水淹没了弹药舱。当舰队司令部得知此事后，他们用海军准将海因里希·罗哈特代替了卡普夫，并由他着手恢复舰只的适航状态。在此过程中，第四侦察集群已被转移至斯德丁。然而，随着德皇威廉二世于11月9日退位，意味着罗哈特的舰只再不能悬挂帝国军旗。因此，他将雷根斯堡号和布雷巡洋舰丽蝇号均作退役处置。一位新官员来到斯德丁担任雷根斯堡号的舰长，但他没有军官，也没有船员。1918年12月，雷根斯堡号还负责护送搭载有“协约国停战委员会”的英国战列舰赫丘利号前往基尔。

### 法国役期

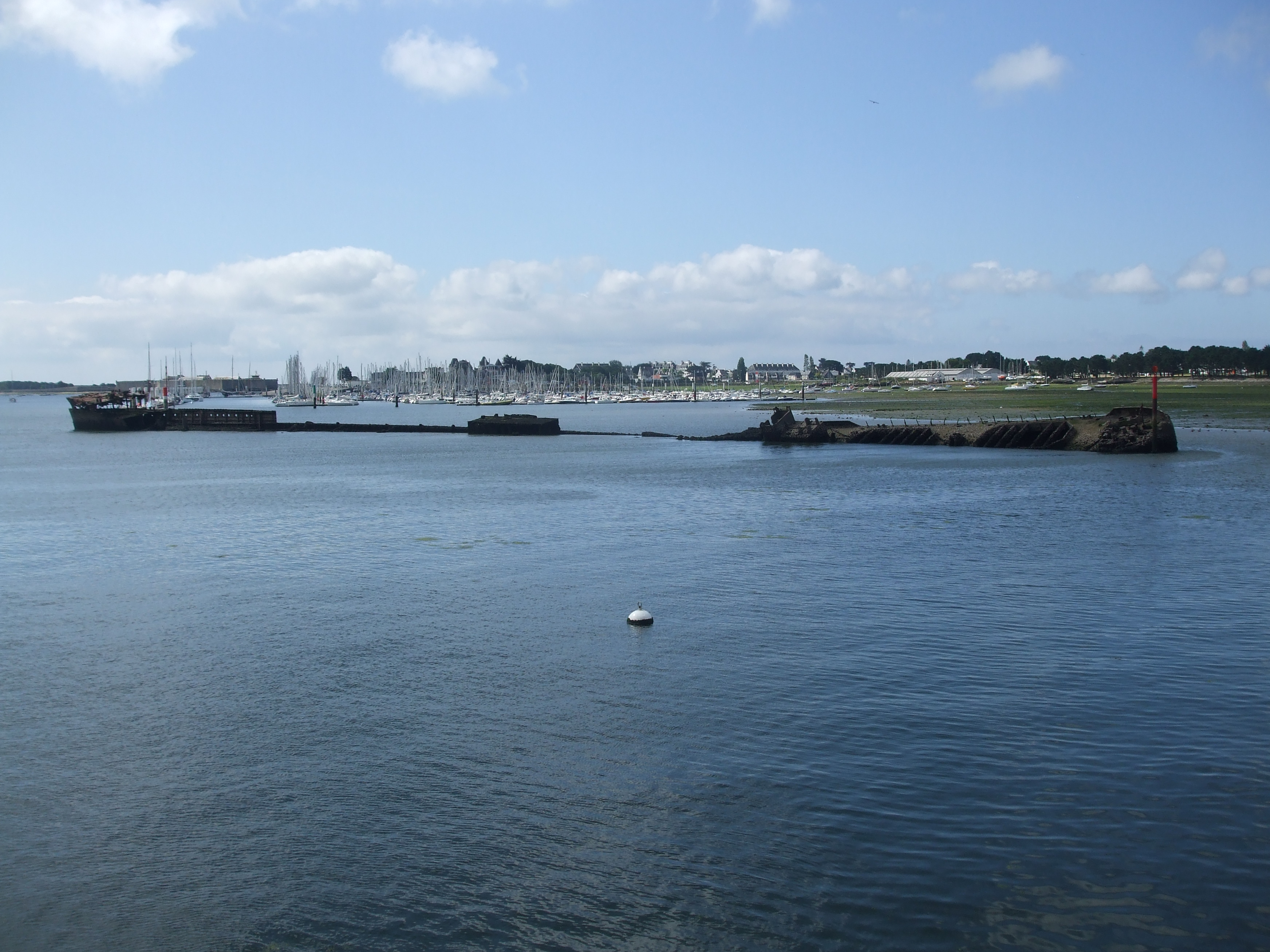
舰只残骸位于洛里昂科罗芒潜艇基地的前方

战争结束后，雷根斯堡号曾于1919年跟随新组建的魏玛国家海军服役。它于1920年3月10日正式从海军名录中除籍并停止运行。1920年6月4日，舰只在法国港口瑟堡港向协约国投降，并以“J”为代号移交法国海军。它被更名为“斯特拉斯堡号”（Strasbourg），跟随法国舰队一同服役。舰只最初的母港设于布雷斯特，至1923年又调往土伦，并在那里呆了三年。1925年，舰只进行了一次彻底大修，并在之后的速度试验中达到26節（48每小時）的最高速度。斯特拉斯堡号于1920年代中期参加了里夫戰爭；1925年9月7日，它与战列舰巴黎号和巡洋舰梅斯号一同，负责支援在北非登陆的法国陆军。这三艘舰为登陆部队提供了猛烈的火炮支援。1928年初，希腊科林斯发生大地震；斯特拉斯堡号又成为被派去支援救灾工作的舰只之一。国际合作行动共向15000名灾民提供了援助。
同样是在1928年，斯特拉斯堡号还协助搜寻失事的飞艇意大利号飞艇，后者于斯瓦尔巴东北部的极地冰面上坠毁。此外，参与搜索工作的挪威探险家罗尔德·阿蒙森也失踪了。斯特拉斯堡号于6月19日抵达挪威特罗姆瑟，开始搜索意大利号和阿蒙森的飞机。由于舰只的舰艏并非设计用于北极环境，因此船员们只得不断地将木板固定在船体上，以保护其免受冰雪侵害。在通过液货船迪朗斯号（Durance）补充燃料期间，斯特拉斯堡号还利用两架FBA17型水上飞机来协助搜寻工作。8月30日，斯特拉斯堡号发现了一块来自阿蒙森所乘飞机的浮板，证实飞机已失踪。搜寻工作于9月17日终止，斯特拉斯堡号遂经由雷克雅未克返回布雷斯特，至10月中旬回到法国。
斯特拉斯堡号一直服役至1936年6月14日，然后作预备役搁置。它的名称被重新应用至新造战列舰斯特拉斯堡号，所以这艘旧巡洋舰只得更名为“斯特拉斯堡二号”（Strassbourg II）。舰只随后在洛里昂担任宿营船职能，直至1944年被德国人占领并凿沉于港湾，以保护港内的U型潜艇修藏坞免受鱼雷袭击。为了加强潜艇修藏坞的防御能力，舰上还安装有防空气球和防鱼雷网。舰只残骸至今仍然留存在港湾，并于低潮时可见。